# (55108) Beamueller
(55108) Beamueller est un astéroïde de la ceinture principale.

## Description
(55108) Beamueller est un astéroïde de la ceinture principale. Il fut découvert le 24 août 2001 à l'observatoire Goodricke-Pigott par Roy A. Tucker. Il présente une orbite caractérisée par un demi-grand axe de 3,01 UA, une excentricité de 0,10 et une inclinaison de 10,7° par rapport à l'écliptique.

## Compléments